# Liège-Bastogne-Liège 2012
98. edycja wyścigu kolarskiego Liège-Bastogne-Liège odbyła się w dniu 22 kwietnia 2012 roku i liczyła 257,5 km. Start wyścigu miał miejsce w Liège, a meta została umiejscowiona w Ans. Wyścig ten znajdował się w rankingu światowym UCI World Tour 2012.
Zwyciężył Kazach Maksim Iglinski z grupy Pro Team Astana, dla którego było to najważniejsze zwycięstwo w karierze, przed włoskimi kolarzami Vincenzo Nibali i Enrico Gasparotto. Zwycięzca wyścigu z 2011 roku Belg Philippe Gilbert zajął 16. miejsce.
W wyścigu wystartowało dwóch Polaków: Maciej Paterski z Liquigas-Cannondale, który ukończył rywalizację na 56. miejscu oraz Tomasz Marczyński z Vacansoleil-DCM, który finiszował 83.

## Uczestnicy
Na starcie wyścigu stanęło 26 ekip. Wśród nich znalazło się wszystkie osiemnaście ekip UCI World Tour 2012 oraz siedem innych zaproszonych przez organizatorów. 
Lista drużyn uczestniczących w wyścigu:
| Numery  | Kod | Drużyna                 |
| ------- | --- | ----------------------- |
| 1-8     | BMC | BMC Racing Team         |
| 11-18   | RNT | RadioShack-Nissan-Trek  |
| 21-29   | AST | Pro Team Astana         |
| 31-38   | OPQ | Omega Pharma-Quick Step |
| 41-48   | KAT | Team Katusha            |
| 51-58   | LIQ | Liquigas-Cannondale     |
| 61-68   | SKY | Sky Procycling          |
| 71-78   | GEC | GreenEDGE Cycling Team  |
| 81-88   | EUS | Euskaltel-Euskadi       |
| 91-98   | MOV | Movistar Team           |
| 101-108 | VCD | Vacansoleil-DCM         |
| 111-119 | SAU | Saur-Sojasun            |
| 121-128 | RAB | Rabobank                |

| Numery  | Kod | Drużyna                       |
| ------- | --- | ----------------------------- |
| 131-138 | EUC | Team Europcar                 |
| 141-148 | LAM | Lampre-ISD                    |
| 151-159 | TSV | Topsport Vlaanderen-Mercator  |
| 161-168 | ALM | Ag2r-La Mondiale              |
| 171-178 | ARG | Argos-Shimano                 |
| 181-188 | GRM | Garmin-Barracuda              |
| 191-198 | LAN | Landbouwkrediet-Euphony       |
| 201-208 | FDJ | FDJ-BigMat                    |
| 211-218 | LTB | Lotto-Belisol                 |
| 221-229 | ACC | Accent Jobs-Willems Veranda's |
| 231-238 | VRW | Verandas Willems-Accent       |
| 241-248 | SAX | Team Saxo Bank                |
| 251-258 | TT1 | Team Type 1-Sanofi            |

## Klasyfikacja generalna
| M-ce | Imię i nazwisko   | Kraj       | Drużyna               | Czas     |
| ---- | ----------------- | ---------- | --------------------- | -------- |
| 1.   | Maksim Iglinski   | Kazachstan | Pro Team Astana       | 6h42'30" |
| 2.   | Vincenzo Nibali   | Włochy     | Liquigas-Cannondale   | + 21"    |
| 3.   | Enrico Gasparotto | Włochy     | Pro Team Astana       | + 36"    |
| 4.   | Thomas Voeckler   | Francja    | Team Europcar         | + 36"    |
| 5.   | Daniel Martin     | Irlandia   | Garmin-Barracuda      | + 36"    |
| 6.   | Bauke Mollema     | Holandia   | Rabobank Cycling Team | + 36"    |
| 7.   | Samuel Sanchez    | Hiszpania  | Euskaltel-Euskadi     | + 36"    |
| 8.   | Michele Scarponi  | Włochy     | Lampre-ISD            | + 36"    |
| 9.   | Ryder Hesjedal    | Kanada     | Garmin-Barracuda      | + 36"    |
| 10.  | Jelle Vanendert   | Belgia     | Lotto-Belisol         | + 36"    |

## Upadki
Na samym początku wyścigu, jeszcze w strefie neutralnej nieszczęśliwie upadł zawodnik Euskaltel-Euskadi Igor Anton i złamał sobie obojczyk.